# Metope (architectuur)

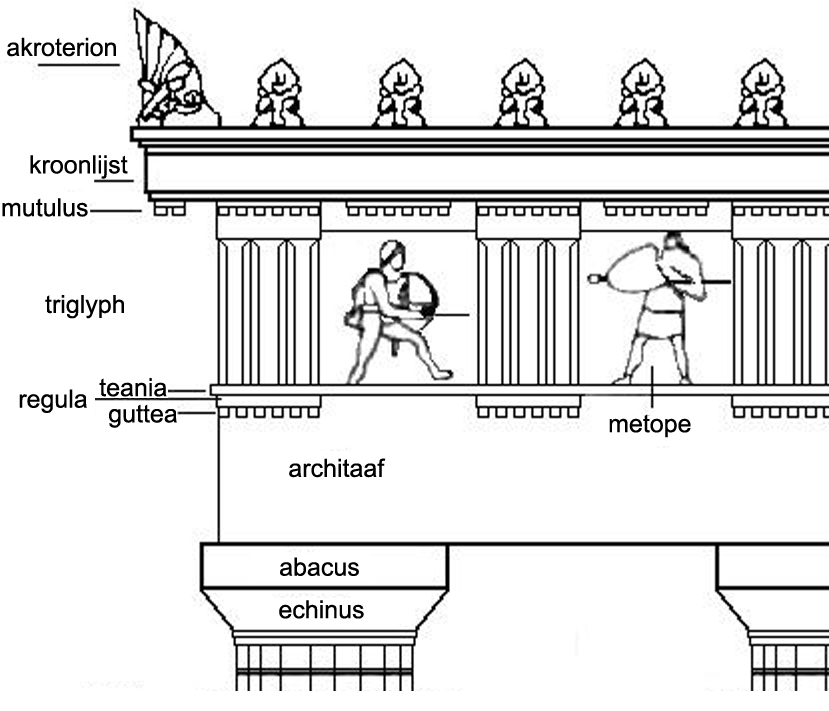
Detaillering hoofdgestel Griekse tempel

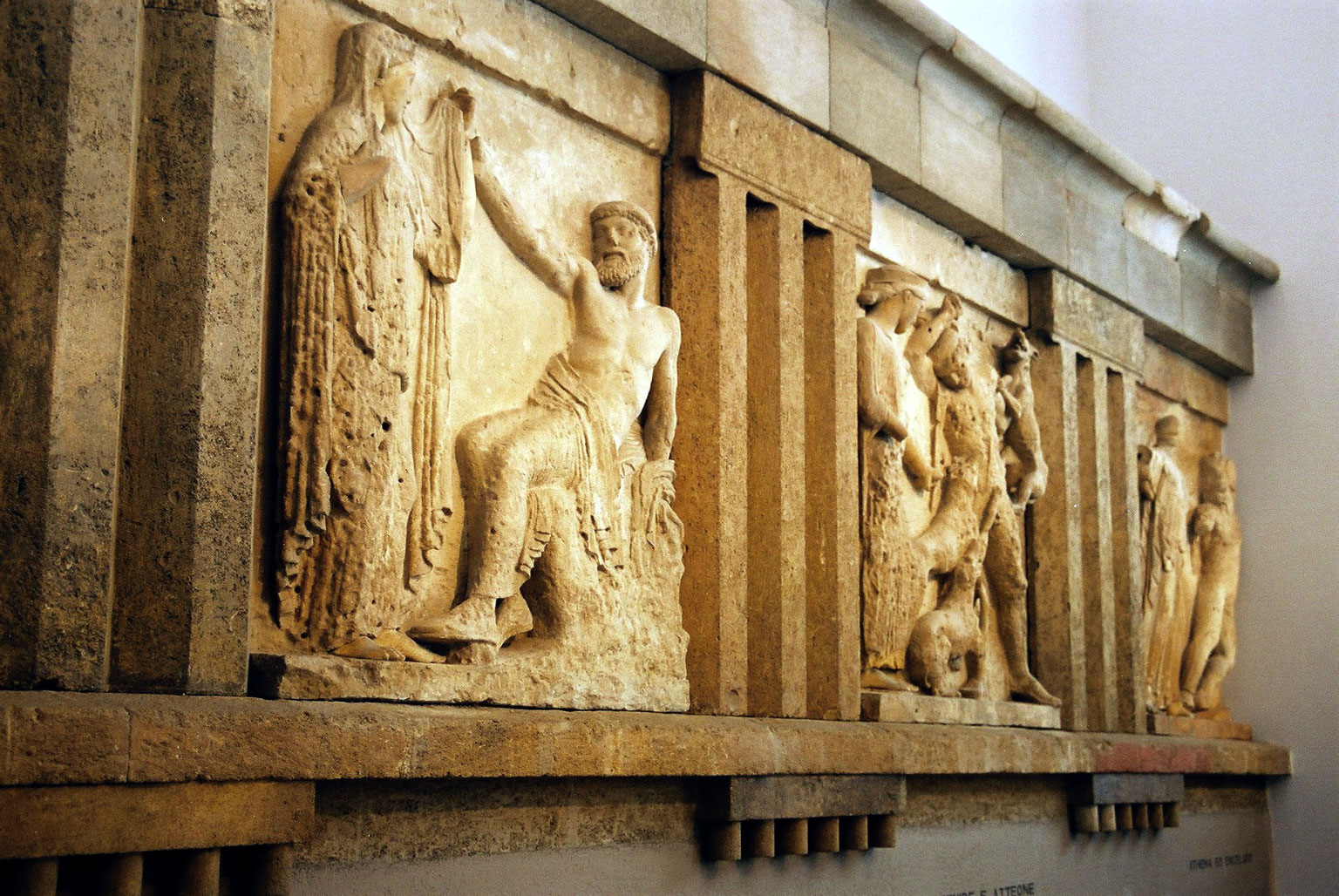
Metopen van Tempel E in Selinunte, Sicilië

Metope of metoop is een technische term uit de Griekse bouwkunst, afgeleid van het Griekse woord métoopon (μέτωπον), dat voorhoofd betekent.
De term wordt gebruikt voor een plaat van gebakken klei (oorspronkelijk) of steen, als sierelement bevestigd tussen de trigliefen van een Dorisch fries. Metopen kunnen zowel beschilderd (oorspronkelijk) als gebeeldhouwd zijn.
Beroemde metopen zijn die van de tempel van Zeus te Olympia (nu in het plaatselijke Museum van Olympia) en die van het Parthenon op de Akropolis van Athene (waarvan enkele zich nu in het British Museum te Londen bevinden).